# 公民綱領 (波蘭)
公民綱領（波蘭語：Platforma Obywatelska，缩写为PO）是波蘭中間偏右自由主義政黨，现为執政聯盟第一大政党。公民綱領黨是歐洲人民黨與國際中間派民主聯盟成員。

## 歷史
2001年，安傑伊·歐雷霍斯基（Andrzej Olechowski）與馬切伊·普瓦金斯基（Maciej Płażyński）脫離中間偏右的執政團結工聯選舉行動（Solidarity Electoral Action），與自由聯盟的唐納德·圖斯克成立公民綱領黨。該年波蘭議會選舉，該黨得票率12.6%，拿下58席，僅次於執政的民主左翼联盟成為最大反對黨。安傑伊·歐雷霍斯基、馬切伊·普瓦金斯基與唐納德·圖斯克有時被波蘭媒體戲稱為「三大男高音」。歐雷霍斯基與普瓦金斯基在结束議員任期後退黨。
2005年波蘭議會選舉，該黨得票率24.1%，次於法律與公正黨的27%。該黨繼續維持第二大黨地位，僅次於同屬右翼保守主義的政黨法律與公正黨，右派控制國會三分之二的多數席位，同屬右翼的公民綱領黨與法律與公正黨原被視為是最有可能組成執政聯盟。然而，雙方在其後激烈的總統選舉中爭執不斷，2005年10月23日，法律與公正黨候選人列赫·卡辛斯基在第二輪總統選舉中以54%擊敗唐納德·圖斯克。由於法律與公正黨要求擁有國防部、內政部、外交部和總理辦公室的控制權，組閣談判宣布瓦解。法律與公正黨轉而與保守派天主教民族主義的波蘭家庭聯盟（League of Polish Families）、農本民粹主義波蘭共和國自衛黨（Self-Defense of the Republic of Poland）組成右翼執政聯盟。公民綱領黨成為反對黨。
法律與公正黨為首的執政聯盟在2007年因安傑伊·雷佩爾（Andrzej Lepper）與托馬斯·利別茲（Tomasz Lipiec）的腐敗醜聞與內部領導爭議而瓦解，作為少數政府，被迫提前舉辦議會選舉。
2007年波蘭議會選舉，公民綱領黨拿下41.51%的選票，獲得下議院460席中的206席，上議院100席中的60席。該黨成為國會兩院最大黨，並與中間派波蘭人民黨組成執政聯盟。
2010年波蘭總統選舉，總理圖斯克決定不出馬角逐。他推薦的眾議院議長布羅尼斯瓦夫·科莫羅夫斯基在黨內初選擊敗牛津大學畢業的外交部長拉多斯瓦夫·西科爾斯基成為候選人。2010年波蘭空軍圖-154墜機事件後，布羅尼斯瓦夫·科莫羅夫斯基在2010年波蘭總統大選中勝出，成為第一位公民綱領黨籍總統。科莫羅夫斯基在選舉中擊敗雅羅斯瓦夫·卡辛斯基，讓公民綱領黨全面拿下波蘭政治主導權。
2010年11月，公民綱領黨在地方選舉的得票率提升至30.1%，法律與公正黨滑落至23.2%。
2011年波蘭議會選舉，公民綱領黨在大選中獲勝，蟬聯執政，繼續與人民黨組成執政聯盟，公民綱領黨領導的執政聯盟連續兩次勝出，使圖斯克成為民主化以來首位成功連任的總理。公民綱領黨連續四次贏得選舉，讓圖斯克成為王者。該黨的統治地位也反映了傳統右派的衰落與分歧。
2015年波蘭總統及議會選舉，公民綱領黨先後落敗，結束八年執政。公民綱領黨成為最大反對黨。
2019年波蘭議會選舉，公民綱領黨與幾個中間派政黨組成公民聯盟參選，但再度落敗。
2023年波蘭議會選舉，公民綱領黨與幾個中間派政黨組成的公民聯盟成為第二大黨，但連同其他中間派和左派政黨共組聯合政府，圖斯克第三度成為總理。

## 意識形態
公民綱領黨被認為是中間派的政黨，立場親歐盟。支持者主要在首都華沙和波蘭西部地區。
在經濟政策方面，該黨採取經濟自由主義，但反對過度的自由市場經濟，認同波蘭應加強在歐洲的市場經濟地位，與疑歐的法律公正黨相對。
而在社會議題上，該黨原傾向保守主義立場，包括反對墮胎、同性婚姻、軟性毒品合法化、安樂死、胎兒幹細胞研究，和部分反對體外人工受精的廣泛可得性。但另一方面，社會自由主義「派系」不斷成長，他們支持進步主義的國家現代化、社會正義、支持民事結合、放寬墮胎限制、干預市場經濟、彈性保障（Flexicurity）和環境可持續性。該黨也希望賭博定罪化。
該黨黨綱的核心訴求包括波蘭經濟現有公部門的私有化、直接選舉市長與州長、簡單多數票當選選舉制度代替比例代表制、勞動法改革、波蘭國家銀行的獨立貨幣政策、15%單一稅、地方分權。公民綱領黨執政第三年，私有化仍緩慢進行，每年只有數個企業私有化。

## 外部連結
- 官方網站 （页面存档备份，存于）